# Galehaut
Galehaut é uma personagem lendária das histórias do Ciclo Arturiano e um dos Cavaleiros da Távola Redonda. Galehaut era Senhor das Ilhas Longínquas (também chamadas as Estranhas Ilhas) e filho da Bela Gigante.
Galehaut torna-se um dos maiores adversários do Rei Artur e só não se torna senhor do seu reino graças à ajuda de Lancelote prestada àquele. Galehaut era muito ligado a Lancelote e morre de desgosto ao separar-se dele, sendo sepultado no cemitério do Castelo da Alegre Guarda. Mais tarde, Lancelote é sepultado ao seu lado.